# Trator de artilharia

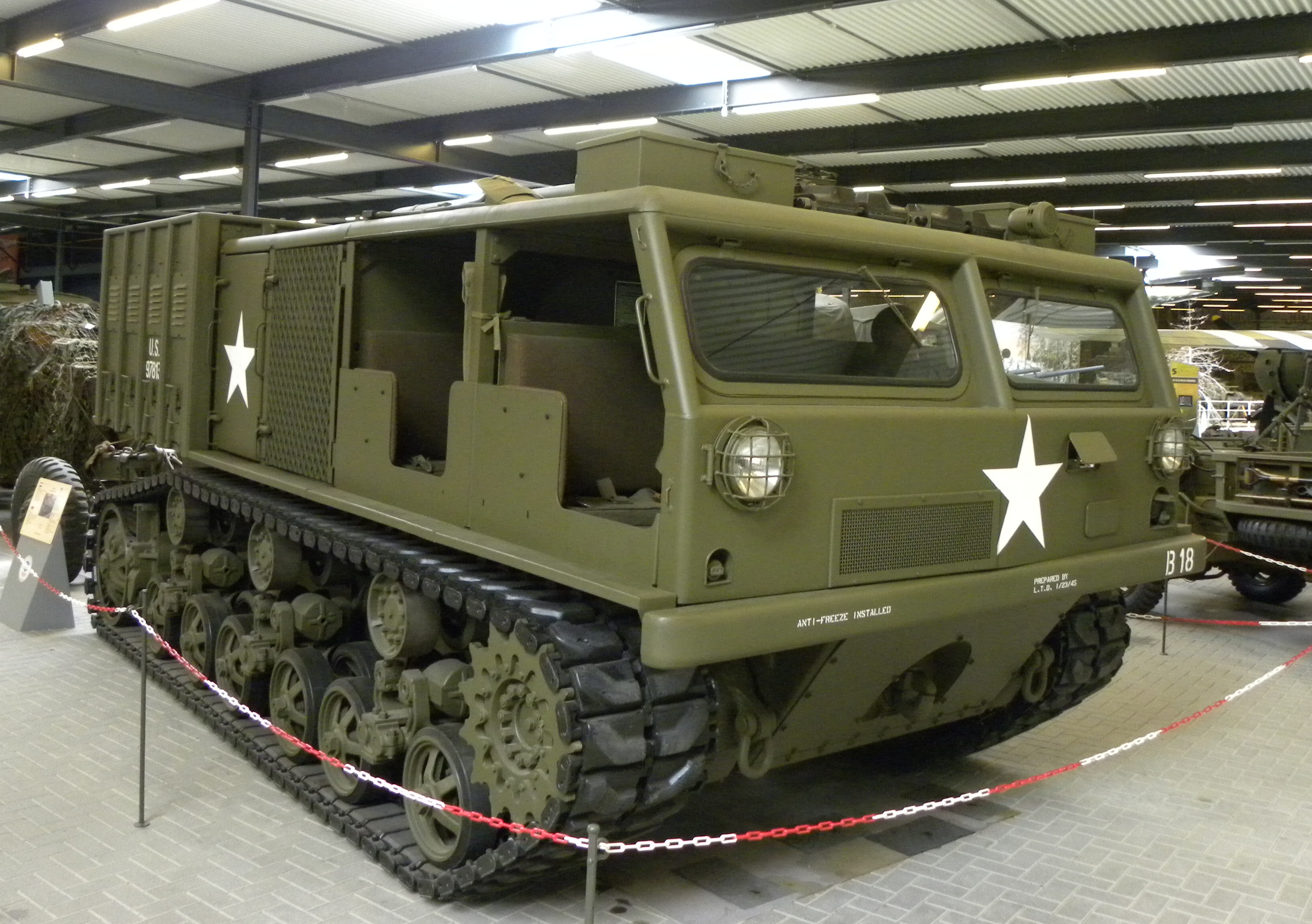
Trator de artilharia M6 Tractor, do Exército Americano, utilizado durante a Segunda Guerra Mundial.

Um trator de artilharia é um tipo de trator desenvolvido especificamente para o transporte de peças de artilharia e suas munições.
Os tratores de artilharia são subdivididos em duas categorias de acordo com o tipo de tração. Os tratores de rodas tendem a ser variantes de caminhões adaptados para o serviço militar. Alguns modelos de tratores de lagartas são compostos por chassis de tanques modificados. O desenvolvimento de tratores e outros veículos semilagartas foi reduzido após a Segunda Guerra Mundial.
Alguns caça-tanques foram desenvolvidos com os chassis de diversos tratores de artilharia durante a Segunda Guerra Mundial, como a Marder I, que foi o resultado de um canhão anti-tanque PaK 40 acoplado ao trator de artilharia francês Lorraine 37L.